# 実藤恵秀
実藤 恵秀（さねとう けいしゅう、1896年5月13日 - 1985年1月2日）は、日本の中国研究者。
広島県出身。早稲田大学文学部支那文学科卒。1935年竹内好らの中国文学研究会に参加。早大助教授、1949年教授。1960年「中国留日学生史の研究」で早大文学博士。1967年定年退任、名誉教授。子に実藤遠、さねとうあきらがいる。戦後は「さねとう（・）けいしゅう」の署名を多く用いた。

## 著書
- 『支那現代文捷径 漢文基準』尚文堂 1933
- 『漢文から時文へ 支那現代文の読み方』三修社 1939
- 『中国人日本留学史稿』日華学会 1939
- 『日本文化の支那への影響』蛍雪書院 1940
- 『近代日支文化論』大東出版社 東亜文化叢書 1941
- 『こども支那風土記』高井貞二絵 実業之日本社 1943
- 『明治日支文化交渉』光風館 1943
- 『瘤仙人』さねとう・けいしゅう 清水崑絵 友愛文庫 1948
- 『新中国の儒教批判』さねとう・けいしゅう 中国研究所編 実業之日本社 中国新書 1948
- 『現代中国語入門』さねとう・けいしゅう 三一書房 1952
- 『現代中国語入門 解釈篇』さねとう・けいしゅう 三一書房 1955
- 『あたらしい中国語の学習』さねとう・けいしゅう 日本評論新社 1956
- 『日本語の純潔のために』さねとう・けいしゅう 淡路書房 1956
- 『中国の文字改革』さねとう・けいしゆう くろしお出版 1958
- 『中国人日本留学史』さねとう・けいしゅう くろしお出版 1960
- 『大学教養漢文』高文堂出版社 1967
- 『近代日中交渉史話』さねとうけいしゅう 春秋社 1973
- 『日中非友好の歴史』さねとうけいしゅう 朝日新聞社 1973
- 『まぼろしのひと さねとうけいしゅうずいひつしゅう』春秋社 1976
- 『中国留学生史談』さねとうけいしゅう 第一書房 1981
- 『日中友好百花』さねとうけいしゅう 実藤恵秀先生著『日中友好百花』刊行会 1985

### 編共著
- 『近代支那思想』編 光風館 近代支那文化読本 1942
- 『中国新文学発達史』実藤遠共著 三一書房 1955
- 『アジアの心 日中文化交流のあゆみ』実藤遠共著 淡路書房 1956
- 『日本訳中国書目録 日中友好の一つの礎石として』小川博共編 日本学生放送協会 1956

### 翻訳
- 李喬平『支那化学工業史』大東出版社 支那文化史大系 1941
- 徳齢『西太后絵巻』大東出版社 東亜文化叢書 1941
- 張星烺『西洋文化の支那への影響』日本青年外交協会出版部 1941
- 黄遵憲『日本雑事詩』豊田穣共訳 生活社 1943　平凡社東洋文庫、1968
- 葉紹釣『芳児のおくり物鍾美堂 1943
- 黄谷柳（中国語版）『蝦球物語（中国語版）』島田政雄共訳 三一書房 1950　のち青木文庫
- 欧陽凡海『かの女の罪ではない』さねとう・けいしゆう訳 河出書房 1952
- 『現代中国文学全集 第4-6巻(老舎篇)『四世同堂』(鈴木擇郎、魚返善雄、桑島信一共訳) 河出書房 1954
- 王瑶『現代中国文学講義』全5分冊 千田九一,中島晋,佐野龍馬共訳 河出書房 1955-56
- 『高玉宝』六角恒広共訳 三一新書 1955
- 中国科学院語言研究所編『中国語文法講話』北浦藤郎共訳 江南書院 1956
- 大河内輝声筆談『大河内文書 明治日中文化人の交遊』さねとうけいしゅう編訳 平凡社 東洋文庫 1964
- 高玉宝『夜中に鳴くニワトリ』さねとうけいしゅう,六角恒広訳 東方書店 1972
- 李雲徳『現代中国革命文学集 沸きたつ群山』島田政雄,さねとうけいしゅう訳 東方書店 1972-74
- 黄谷柳『シアチウ物語』さねとうけいしゅう 島田政雄共訳 古川益三絵 太平出版社 母と子の図書室・中国の児童文学 1975
- 殷塵『郭沫若日本脱出記』さねとうけいしゅう訳 第一書房 1979
- 黄尊三『清国人日本留学日記 一九〇五-一九一二年』さねとうけいしゅう,佐藤三郎訳 東方書店 1986

## 論文
- Cinii